# Lakshaphagus armillatus
Lakshaphagus armillatus is een vliesvleugelig insect uit de familie Encyrtidae. De wetenschappelijke naam is voor het eerst geldig gepubliceerd in 1969 door Annecke.